# Eupelmus
Genre
Eupelmus est un genre d'Hyménoptères de la famille des Eupelmidae, dont il est le genre type. Il comprend plus de 300 espèces réparties dans le monde entier.

## Liste des espèces
Selon GBIF (20 juin 2021) :
- Eupelmus achreiodes Perkins, 1910
- Eupelmus acinellus Askew, 2009
- Eupelmus adustus
- Eupelmus aereiclavus Girault, 1925
- Eupelmus aeschyli (Girault, 1922)
- Eupelmus aesopi Girault, 1921
- Eupelmus afer Silvestri, 1914
- Eupelmus africanus Kalina, 1988
- Eupelmus albipes Girault, 1915
- Eupelmus albopilosa Crosby, 1909
- Eupelmus algiricus Kalina, 1988
- Eupelmus alhazeni Girault, 1918
- Eupelmus allynii (French, 1882)
- Eupelmus aloysii Russo, 1938
- Eupelmus amaurodes Perkins, 1910
- Eupelmus ambatomangae Risbec, 1958
- Eupelmus americanus Spinola, 1853
- Eupelmus amillarus Walker, 1838
- Eupelmus amphitus Walker, 1846
- Eupelmus angustifrons
- Eupelmus annulatus Nees, 1834
- Eupelmus anpingensis Masi, 1927
- Eupelmus antipoda Ashmead, 1900
- Eupelmus aporostichus Perkins, 1910
- Eupelmus argentinotatus Girault, 1915
- Eupelmus aseculatus (Kalina, 1981)
- Eupelmus ashmeadi Melander & Brues, 1903
- Eupelmus asthenes Perkins, 1910
- Eupelmus atropurpureus Dalman, 1820
- Eupelmus auratus Ashmead, 1886
- Eupelmus australiensis (Girault, 1913)
- Eupelmus australis Girault, 1915
- Eupelmus austron Boucek, 1976
- Eupelmus axestias Perkins, 1910
- Eupelmus axestops Perkins, 1910
- Eupelmus babindaensis Girault, 1915
- Eupelmus barai Fusu, 2017
- Eupelmus bardus Girault, 1917
- Eupelmus basileius Perkins, 1910
- Eupelmus batataephilus (Risbec, 1951)
- Eupelmus bedeguaris Ratzeburg, 1852
- Eupelmus benthami (Girault, 1915)
- Eupelmus bicolor
- Eupelmus biguttus Girault, 1917
- Eupelmus bilingae Girault, 1923
- Eupelmus bimaculatus Cameron, 1884
- Eupelmus boharti Yoshimoto & Ishii, 1965
- Eupelmus bolivari Kalina, 1988
- Eupelmus brachynterae (Schwagrichen, 1835)
- Eupelmus brachypterus
- Eupelmus brachystylus
- Eupelmus brachyurus
- Eupelmus brevicollis (Risbec, 1951)
- Eupelmus brevipennis Cameron, 1884
- Eupelmus bruchivorus (Crawford, 1908)
- Eupelmus brunnella Girault, 1915
- Eupelmus brutus Girault, 1920
- Eupelmus bulgaricus Kalina, 1988
- Eupelmus burmeisteri Girault, 1915
- Eupelmus caerulophantes Perkins, 1910
- Eupelmus caesar Girault, 1929
- Eupelmus calopterus Masi, 1943
- Eupelmus carinatus Kieffer, 1905
- Eupelmus carinifrons Yang, 1996
- Eupelmus carolinensis Yoshimoto & Ishii, 1965
- Eupelmus cavifrons Boucek, 1965
- Eupelmus cerris Förster, 1860
- Eupelmus chalcoprepes Perkins, 1910
- Eupelmus charitopoides Girault, 1916
- Eupelmus chauceri Girault, 1915
- Eupelmus chloropus Perkins, 1910
- Eupelmus chrysopinus Perkins, 1910
- Eupelmus cicadae Giraud, 1872
- Eupelmus cingulatus Cameron, 1884
- Eupelmus clavicornis Askew, 2000
- Eupelmus claviger Nikol'skaya, 1952
- Eupelmus coccidivorus Gahan, 1924
- Eupelmus coleopterorum (Girault, 1913)
- Eupelmus compressiventris Ashmead, 1904
- Eupelmus confusus  2015
- Eupelmus conigerae Ashmead, 1885
- Eupelmus cooki Girault, 1928
- Eupelmus crawfordi Girault, 1915
- Eupelmus cromwelli Girault, 1922
- Eupelmus cupreicollis Ashmead, 1900
- Eupelmus cursor Brues, 1907
- Eupelmus curticinctus
- Eupelmus curvator Yang, 1996
- Eupelmus curvistylus (Risbec, 1951)
- Eupelmus cushmani (Crawford, 1908)
- Eupelmus cyaneicollis Ashmead, 1900
- Eupelmus cyaneus (Gourlay, 1928)
- Eupelmus cyaniceps Ashmead, 1886
- Eupelmus cynipidis Ashmead, 1882
- Eupelmus darwini
- Eupelmus dryas Perkins, 1910
- Eupelmus dryophantae Ashmead, 1886
- Eupelmus dryorhizoxeni Ashmead, 1886
- Eupelmus dumasi Girault, 1915
- Eupelmus dysombrias Perkins, 1910
- Eupelmus dysoplias Perkins, 1910
- Eupelmus elegans Blanchard, 1942
- Eupelmus elgonensis (Risbec, 1955)
- Eupelmus elizabethae Girault, 1929
- Eupelmus elongatus Risbec, 1951
- Eupelmus epicaste Walker, 1847
- Eupelmus epilamprops Perkins, 1910
- Eupelmus epimelas Perkins, 1910
- Eupelmus erythrothorax Cameron, 1884
- Eupelmus euoplias Perkins, 1910
- Eupelmus euprepes Perkins, 1910
- Eupelmus eustichus Perkins, 1910
- Eupelmus excellens Westwood, 1874
- Eupelmus falcatus (Nikol'skaya, 1952)
- Eupelmus fasciatus
- Eupelmus fasciiventris Cameron, 1884
- Eupelmus ficigerae (Ashmead, 1887)
- Eupelmus fieldingi Girault, 1915
- Eupelmus finlayi Girault, 1930
- Eupelmus fissicollis Risbec, 1952
- Eupelmus flavicrurus Yang, 1996
- Eupelmus flavipes Cameron, 1883
- Eupelmus flavovariegatus Ashmead, 1888
- Eupelmus floridanus Howard, 1880
- Eupelmus fonteia Walker, 1847
- Eupelmus formosae Ashmead, 1904
- Eupelmus frederici (Girault, 1915)
- Eupelmus frondei Girault, 1922
- Eupelmus fulgens Nikol'skaya, 1952
- Eupelmus fulvipes Förster, 1860
- Eupelmus fuscipennis Forster, 1860
- Eupelmus fuscus Masi, 1927
- Eupelmus gelechiphagus
- Eupelmus gemellus  2014
- Eupelmus gorgias Walker, 1839
- Eupelmus gracilis Cameron, 1884
- Eupelmus grayi Girault, 1915
- Eupelmus greelyi Girault, 1915
- Eupelmus guamensis Yoshimoto & Ishii, 1965
- Eupelmus guatemalensis Dalla Torre, 1898
- Eupelmus gueneei Giraud, 1870
- Eupelmus hallami Girault, 1920
- Eupelmus hartigi Forster, 1841
- Eupelmus hawaiiensis Ashmead, 1901
- Eupelmus hayei
- Eupelmus heinei Girault, 1922
- Eupelmus hemixanthus Perkins, 1910
- Eupelmus heterosomus Perkins, 1910
- Eupelmus hungaricus Erdos, 1959
- Eupelmus hyalinipennis Cameron, 1884
- Eupelmus impennis (Nikol'skaya, 1952)
- Eupelmus infimbriatus
- Eupelmus insulae Masi, 1919
- Eupelmus inyoensis Girault, 1916
- Eupelmus iopas Walker, 1846
- Eupelmus iranicus Kalina, 1988
- Eupelmus iris
- Eupelmus janstai Delvare & Gibson, 2015
- Eupelmus javae Girault, 1917
- Eupelmus juglandis Ashmead, 1894
- Eupelmus juniperinus Bolivar y Pieltain, 1934
- Eupelmus kalinai
- Eupelmus kamijoi
- Eupelmus karschii Lindeman, 1887
- Eupelmus kashmiricus Narendran, 2001
- Eupelmus kiefferi De Stefani, 1898
- Eupelmus kim Nikol'skaya, 1952
- Eupelmus koebelei Ashmead, 1904
- Eupelmus konae Ashmead, 1901
- Eupelmus kororensis Yoshimoto & Ishii, 1965
- Eupelmus lamachus Walker, 1847
- Eupelmus lanceolatus Gibson & Fusu, 2016
- Eupelmus lavoirsieri Girault, 1915
- Eupelmus leptophyas Perkins, 1910
- Eupelmus leucothrix Perkins, 1910
- Eupelmus levis Nikol'skaya, 1952
- Eupelmus limneriae Howard, 1897
- Eupelmus linearis Forster, 1860
- Eupelmus longicalvus Al, 2014
- Eupelmus longicauda Girault, 1915
- Eupelmus longicaudus Kalina, 1988
- Eupelmus longicorpus Girault, 1915
- Eupelmus luteipes
- Eupelmus lutheri Girault, 1922
- Eupelmus macrocarpae Ashmead, 1888
- Eupelmus maculatus (Ferrière, 1954)
- Eupelmus magdalenae
- Eupelmus malgascius Masi, 1917
- Eupelmus martellii Masi, 1941
- Eupelmus matranus Erdös, 1947
- Eupelmus mediterraneus Kalina, 1988
- Eupelmus mehrnejadi
- Eupelmus melancrias Perkins, 1910
- Eupelmus melanostylus
- Eupelmus melanotarsus Perkins, 1910
- Eupelmus memnonius Dalman, 1820
- Eupelmus merops Walker, 1839
- Eupelmus microreticulatus Yoshimoto & Ishii, 1965
- Eupelmus microzonus Forster, 1860
- Eupelmus minozonus Delvare, 2015
- Eupelmus mirabilis Kalina, 1988
- Eupelmus molokaiensis Ashmead, 1901
- Eupelmus momphae Gahan, 1910
- Eupelmus monas Perkins, 1910
- Eupelmus montaignei Girault, 1915
- Eupelmus moroderi Bolivar y Pieltain, 1934
- Eupelmus muellneri Ruschka, 1921
- Eupelmus nelsonensis Girault, 1915
- Eupelmus neococcidis Peck, 1951
- Eupelmus neomexicanus Girault, 1916
- Eupelmus niger Ashmead, 1901
- Eupelmus nigricauda Nikol'skaya, 1952
- Eupelmus nigricoxus Yoshimoto & Ishii, 1965
- Eupelmus nihoaensis Timberlake, 1926
- Eupelmus nirupama (Narendran, 1996)
- Eupelmus nitidus Nikol'skaya, 1952
- Eupelmus nubifer Brues, 1907
- Eupelmus oleae Silvestri, 1915
- Eupelmus olivieri Kieffer, 1899
- Eupelmus ombrias Perkins, 1910
- Eupelmus opacus Delvare, 2015
- Eupelmus oreias Perkins, 1910
- Eupelmus oribates Perkins, 1910
- Eupelmus orientalis (Crawford, 1913)
- Eupelmus orthopterae (Risbec, 1951)
- Eupelmus pacificus Timberlake, 1926
- Eupelmus palauensis
- Eupelmus pallicornis Gijswijt, 1993
- Eupelmus pallidipes Howard, 1897
- Eupelmus paraleucothrix Perkins, 1910
- Eupelmus parasthenes Perkins, 1910
- Eupelmus paraxestops Perkins, 1910
- Eupelmus parombrias Perkins, 1910
- Eupelmus parvulus Risbec, 1952
- Eupelmus pauroxanthus Perkins, 1910
- Eupelmus pax (Girault, 1913)
- Eupelmus peculiaris
- Eupelmus peles Perkins, 1910
- Eupelmus pelodes Perkins, 1910
- Eupelmus pelopus Perkins, 1910
- Eupelmus pennisetae Risbec, 1958
- Eupelmus persimilis Ashmead, 1904
- Eupelmus petiolaris Cameron, 1884
- Eupelmus phragmitis Erdos, 1955
- Eupelmus pini Taylor, 1927
- Eupelmus pistaciae  2014
- Eupelmus priotoni Delvare, 2015
- Eupelmus pudicus Girault, 1915
- Eupelmus pulchriceps Cameron, 1904
- Eupelmus pullus Ruschka, 1921
- Eupelmus punctatifrons
- Eupelmus puparum Newport, 1840
- Eupelmus purpuricollis Fusu & Al, 2014
- Eupelmus quercus Ashmead, 1886
- Eupelmus renani Girault, 1915
- Eupelmus rhizophelus Brues, 1903
- Eupelmus rhodias Perkins, 1910
- Eupelmus rhododorus Perkins, 1910
- Eupelmus rhyncogoni Perkins, 1907
- Eupelmus rosae Ashmead, 1882
- Eupelmus rostratus Ruschka, 1921
- Eupelmus rubicola (Ashmead, 1887)
- Eupelmus saharensis Kalina, 1988
- Eupelmus saissetiae Silvestri, 1915
- Eupelmus santaremensis Ashmead, 1904
- Eupelmus scarabaei Girault, 1938
- Eupelmus schmiedeknechti Ruschka, 1921
- Eupelmus sculpturatus Nikol'skaya, 1952
- Eupelmus seculatus (Ferrière, 1954)
- Eupelmus semiputatus
- Eupelmus setiger Perkins, 1910
- Eupelmus setosus
- Eupelmus shakespearei Girault, 1922
- Eupelmus simizonus  2015
- Eupelmus soror Girault, 1915
- Eupelmus speciosus Girault, 1916
- Eupelmus spermophilus Silvestri, 1915
- Eupelmus sphaericephalus Ashmead, 1886
- Eupelmus splendens Giraud, 1872
- Eupelmus splendidus (Girault, 1913)
- Eupelmus splendissimus Ashmead, 1901
- Eupelmus stenozonus Askew, 2000
- Eupelmus stenozus Askew, 2000
- Eupelmus stramineipes Nikol'skaya, 1952
- Eupelmus subapterus
- Eupelmus subsetiger Perkins, 1910
- Eupelmus synophri De Stefani, 1898
- Eupelmus tachardiae (Howard, 1896)
- Eupelmus tanystylus
- Eupelmus tenuicornis Kieffer, 1905
- Eupelmus terminaliae Hafiz, 1938
- Eupelmus testaceiventris (Motschulsky, 1863)
- Eupelmus tetrazostus
- Eupelmus thestalus (Walker, 1839)
- Eupelmus tibicinis Boucek, 1963
- Eupelmus toowongi Girault, 1923
- Eupelmus tremulae Delvare, 2015
- Eupelmus trjapitzini Kalina, 1988
- Eupelmus unipunctipennis Girault, 1927
- Eupelmus urozonus Dalman, 1820
- Eupelmus utahensis Girault, 1916
- Eupelmus valsus Narendran, 2001
- Eupelmus vanharteni
- Eupelmus vermai (Bhatnagar, 1952)
- Eupelmus vesicularis (Retzius, 1783)
- Eupelmus vicentinus De Santis, 1979
- Eupelmus vindex Erdös, 1955
- Eupelmus virgilii Girault, 1922
- Eupelmus volator Brues, 1907
- Eupelmus vuilleti (Crawford, 1913)
- Eupelmus vulgaris Ashmead, 1901
- Eupelmus weilli
- Eupelmus xambeui Giard, 1900
- Eupelmus xanthodorus Perkins, 1910
- Eupelmus xanthopus Ashmead, 1901
- Eupelmus xanthotarsus Perkins, 1910
- Eupelmus xenium Fusu & Gibson, 2016
- Eupelmus xestias Perkins, 1910
- Eupelmus xestops Perkins, 1910
- Eupelmus zandanus Narendran & Anil, 1998
- Eupelmus zangherii Masi, 1946
- Eupelmus zebra
- Eupelmus zumbensis Crosby, 1909

## Systématique
Le nom scientifique complet (avec auteur) de ce taxon est Eupelmus Dalman, 1820.
Eupelmus a pour synonymes :
- Bruchocida Crawford, 1913
- Charitopella Crosby, 1909
- Charitopodinus Bridwell, 1918
- Cocceupelmus Kalina, 1984
- Episolindelia Girault, 1914
- Euronmacra Kalina, 1981
- Holceupelmus Cameron, 1905
- Lepideupelmus Timberlake, 1926
- Lindesonius Brethes, 1916
- Macroneura Walker, 1837
- Macronevra Blanchard, 1840
- Neosolindenia Gourlay, 1928
- Propelma Trjapitzin, 1963
- Rafa Brethes, 1916